# Barum rallye 1990
Barum rallye 1990 (oficiálně 20. Barum Rallye) byla soutěží Mistrovství Evropy, Mistrovství Rakouska, Mitropa Cupu a Mistrovství ČSSR v rallye 1990. Soutěž měřila 859,5 km a 36 rychlostních zkoušek. Vítězem se stal Nicolas Sundström s vozem Mazda 323 4WD.

## Průběh soutěže
Úvodní zkouškou byl Slušovický okruh, který obsahoval divácky atraktivní skok. Na něm poškodil podvozek svého vozu Audi 200 Quattro Fischer. Do vedení se odpočátku dostal Ferjancz s vozem Lancia Delta HF Integrale. Největšími konkurenty mu byli Bosch s vozem BMW M3 a Sundström s vozem Mazda 323 4WD. Zpočátku o vítězství bojoval i Raimund Baumschlager na továrním voze Volkswagen Golf II GTI 16V, ale měl problémy se vstřikovacím čerpadlem a držáky agregátu a ze soutěže odstoupil. Před tím ale stihl vyhrát jeden test. Po prvním dnu vedl Ferjancz před Sundströmem, Boschem, Harrachem, Fischerem a Goetlicherem. Na desátém místě byl domácí jezdec Blahna, kterého trápily problémy s posilovačem. Odstoupit musel i Pavel Sibera s vozem Škoda Favorit, který ztratil olejový filtr.
V sobotní etapě se do čela dostal Sundström. Ferjancz navíc udělal jezdeckou chybu, zhasl mu motor a propadl se i za Bosche. Sundströmovi se zablokoval diferenciál, ale přesto udržel náskok před Boschem. Další český jezdec Ladislav Křeček s Favoritem měl problémy s tlakem oleje.

## Výsledky
1. Mikael Sundström, Juha Repo – Mazda 323 4WD
2. John Bosch, Gormley – BMW M3
3. Attila Ferjáncz, Tandari – Lancia Delta HF Integrale
4. Harrach, Patermann – Lancia Delta HF Integrale
5. Selholm, Tibblin – Audi 90 Quattro
6. Václav Blahna, Pavel Schovánek – Opel Kadett GSi
7. Dirtl, Unterauer – Lancia Delta HF Integrale
8. Ladislav Křeček, Krečman – Škoda Favorit – 1. místo ve skupině N
9. Wenig, Cordes – Ford Sierra Cosworth
10. Göttlicher, Rohringer – Ford Sierra RS Cosworth